# Mormonia evelina
Mormonia evelina là một loài bướm đêm trong họ Noctuidae.